# 貝禮中
贝礼中（英語：Sandi Pei）是著名建築師贝聿铭的兒子，亦是贝氏建筑事务所的创始人之一，美國建築師學會会员，拥有哈佛大学文学学士和建筑学硕士学位。过去近四十年中参与了全球五十多个项目，涵盖教育设施、实验室、博物馆、商业办公楼、酒店和住宅等领域。

## 生平
贝礼中最初与其父亲贝聿铭合作，参与了多个获奖建築项目，包括：
- 麻省理工学院媒体实验室威斯納館（英语：Wiesner Building）（1982年）
- 加州比佛利山创新艺人经纪公司总部（1989年）
- 香港中銀大廈（1990年）

贝礼中表示，尽管父亲设计了许多知名的文化地标和商业建筑，但他最喜欢的作品是贝氏私邸，这是贝聿铭在上世纪五十年代为家庭设计的唯一住宅。贝礼中提到，这座房子对他有着特殊的情感意义，因为这是他从小长大的地方。

### 代表性项目
贝礼中的一些著名项目包括：
- 中国银行总行大楼
- 苏州博物馆
- 中国驻美國大使馆
- 澳门水舞間
- 北京兴德宝宝马5S经销店
- 多伦多央街2221号
- 海口江东国际金融大厦
- 福州三坊七巷光禄坊酒店
- 中国银行上海自贸区综合开发项目

## 家庭
貝聿銘育有三個兒子和一個女兒，分別是：
- 貝定中
- 貝建中（Didi）
- 貝禮中（Sandi）
- 貝蓮

值得一提的是，貝禮中的英文名Sandi，其實是國語「三弟」的音轉，而貝建中的英文名Didi代表國語「弟弟」。這個親切的小名，成為了兩兄弟一直沿用的英文名稱，而貝建中、貝禮中兩兄弟均是美籍華裔著名建築師。

貝建中（B. J. Pei）于2023年因病逝世，享年77岁。